# 게이힌 급행 전철
게이힌 급행 전철 주식회사(일본어: 京浜急行電鉄株式会社 게이힌 규코 덴테쓰 가부시키가이샤[*])는 도쿄도 미나토구에 본사를 두는 대규모 사철이며, 도쿄 증권거래소 1부에 상장되어 있다. 또한 게이한 급행 전철 주식회사는 후요 그룹을 구성하는 기업의 하나이다. 그리고 보통 게이힌 급행이나 약칭인 게이큐로 불린다. 패스넷 부호는 KQ이다.
도쿄 도내와 가와사키시, 요코하마시, 요코스카시, 즈시시, 미우라반도를 잇는 철도 노선을 운영하고 있다. 최근에는 하네다 공항으로의 공항철도로도 이용되고 있다. 또한 센가쿠지 역에서 도영 아사쿠사선, 게이세이 전철, 호쿠소 철도, 시바야마 철도와의 직결 운행을 실시하여, 결과적으로 가나가와현 최남부 미사키구치에서 요코하마, 하네다 공항, 도쿄 도심, 지바현, 나아가서는 나리타 공항까지를 잇고 있다. 교통 사업 외에 유통 사업·서비스 사업·부동산 사업 등을 운영한다.
1987년 6월 1일에는, 같은 해에 민영화한 JR 동일본과의 차별화를 의식해, CI의 일환으로 지금까지 “게이힌”으로 하고 있던 10개 역명의 접두부를 약칭인 “게이큐”로 바꾸었다.
전 구간 복선임에도, RH에는 최대 7등급까지 운행하고 있으며, 덕분에 다른 사철에서는 볼 수 없는 매우 특이한 대피 방식과 강력한 성능의 차량들이 운행하고 있다.
과거에는 게이힌 급행선이라는 유료도로까지 운용한 내력도 물론 있었다.

## 노선
- 본선: 센가쿠지역 - 우라가역(56.7 km)
- 구리하마선: 호리노우치역 - 미사키구치역 (13.4 km)
- 공항선: 게이큐 가마타역 - 하네다공항 제1·제2터미널역 (6.5 km)
- 즈시선: 가나자와핫케이역 - 즈시·하야마역 (5.9 km)
- 다이시선: 게이큐 가와사키역 - 고지마신덴역 (4.5 km)

## 차량 및 은퇴차량
- 400형
- 500형
- 600형(초대, 2대,3대)
- 신1000형
- 1500형
- 2100형

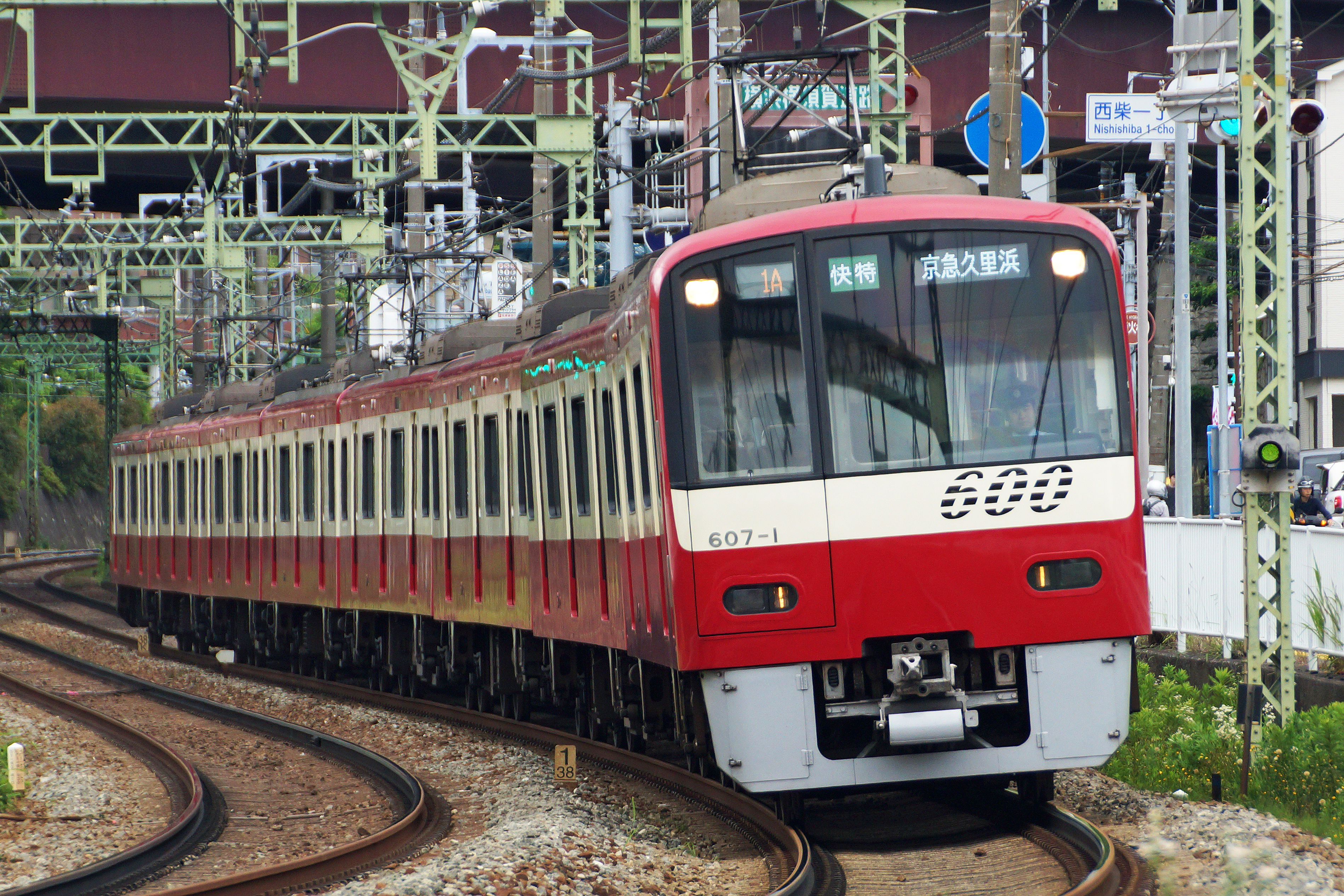
게이힌 급행 전철 600형
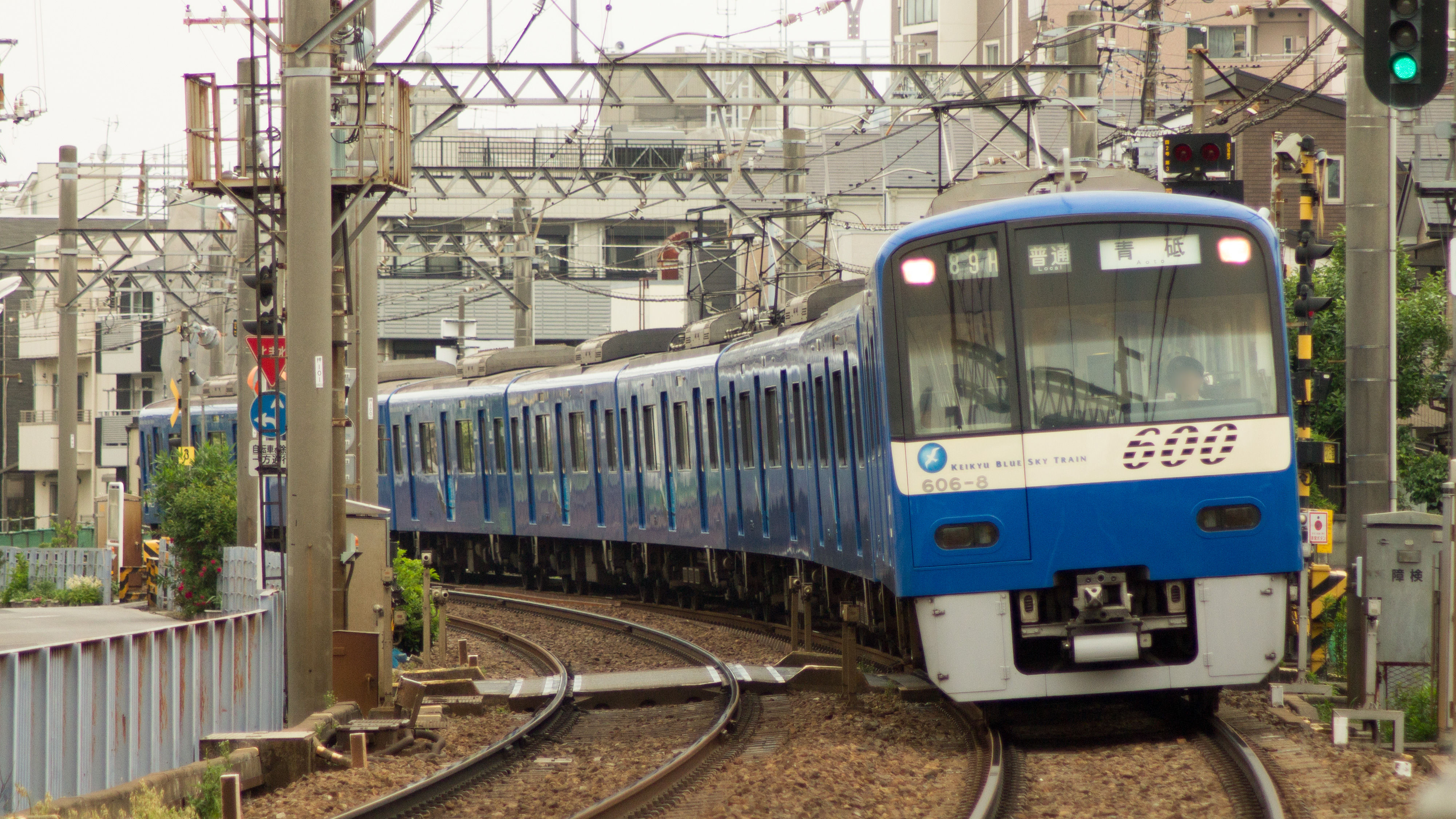
게이힌 급행 전철 600형(게이큐 블루스카이 트레인)
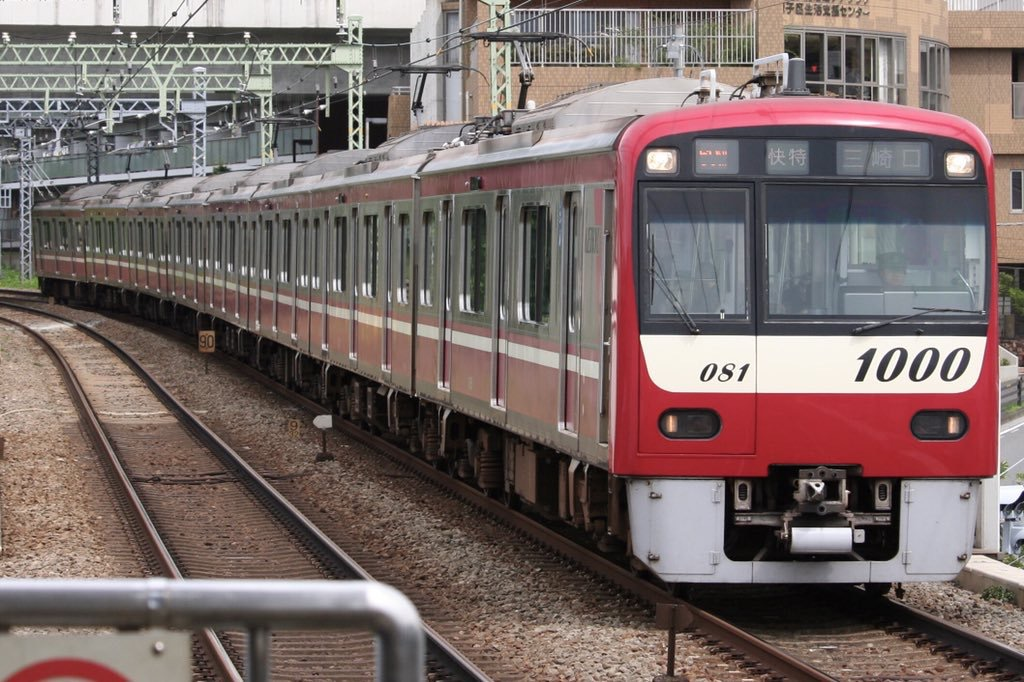
신1000형
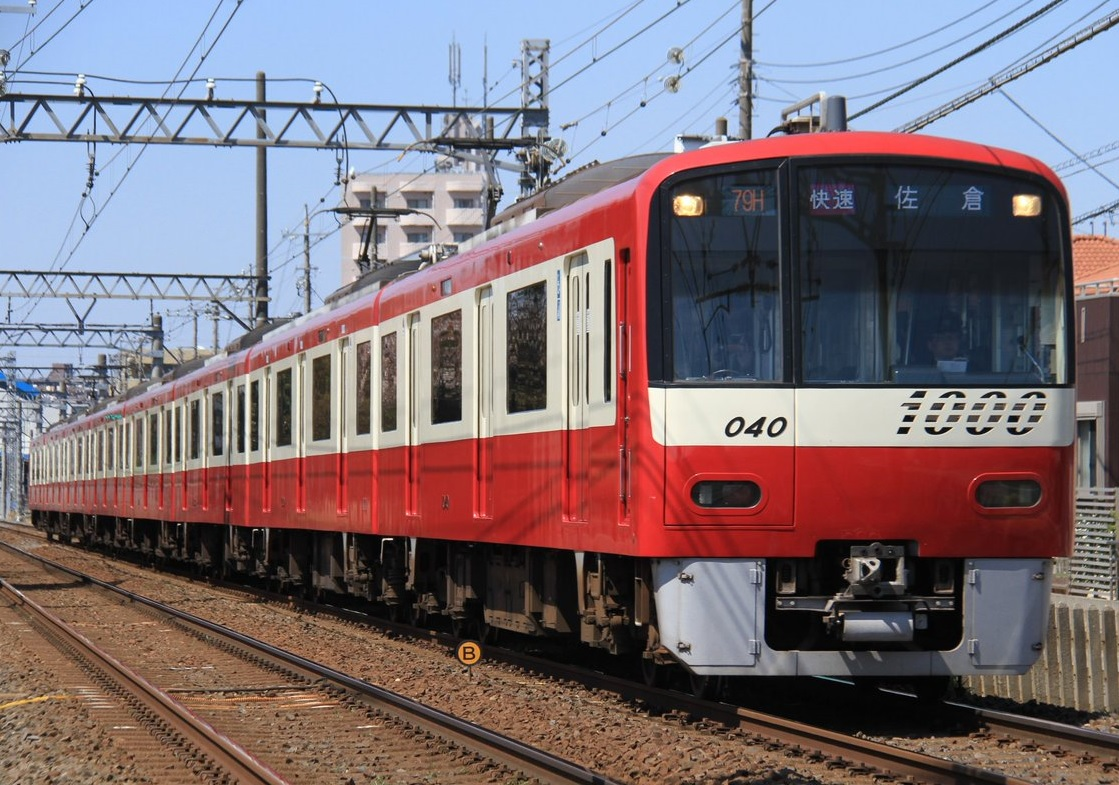
신1000형
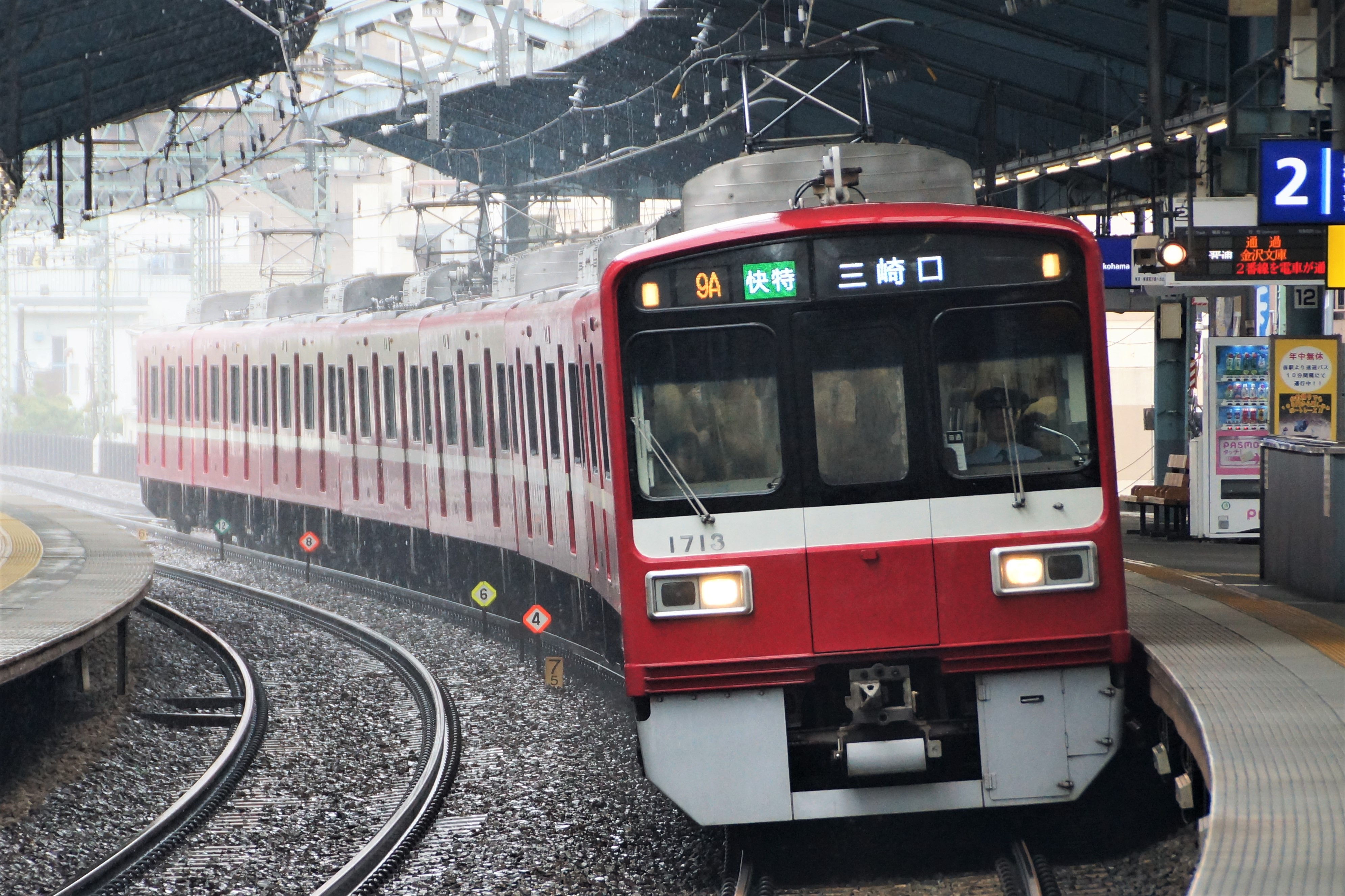
1500형
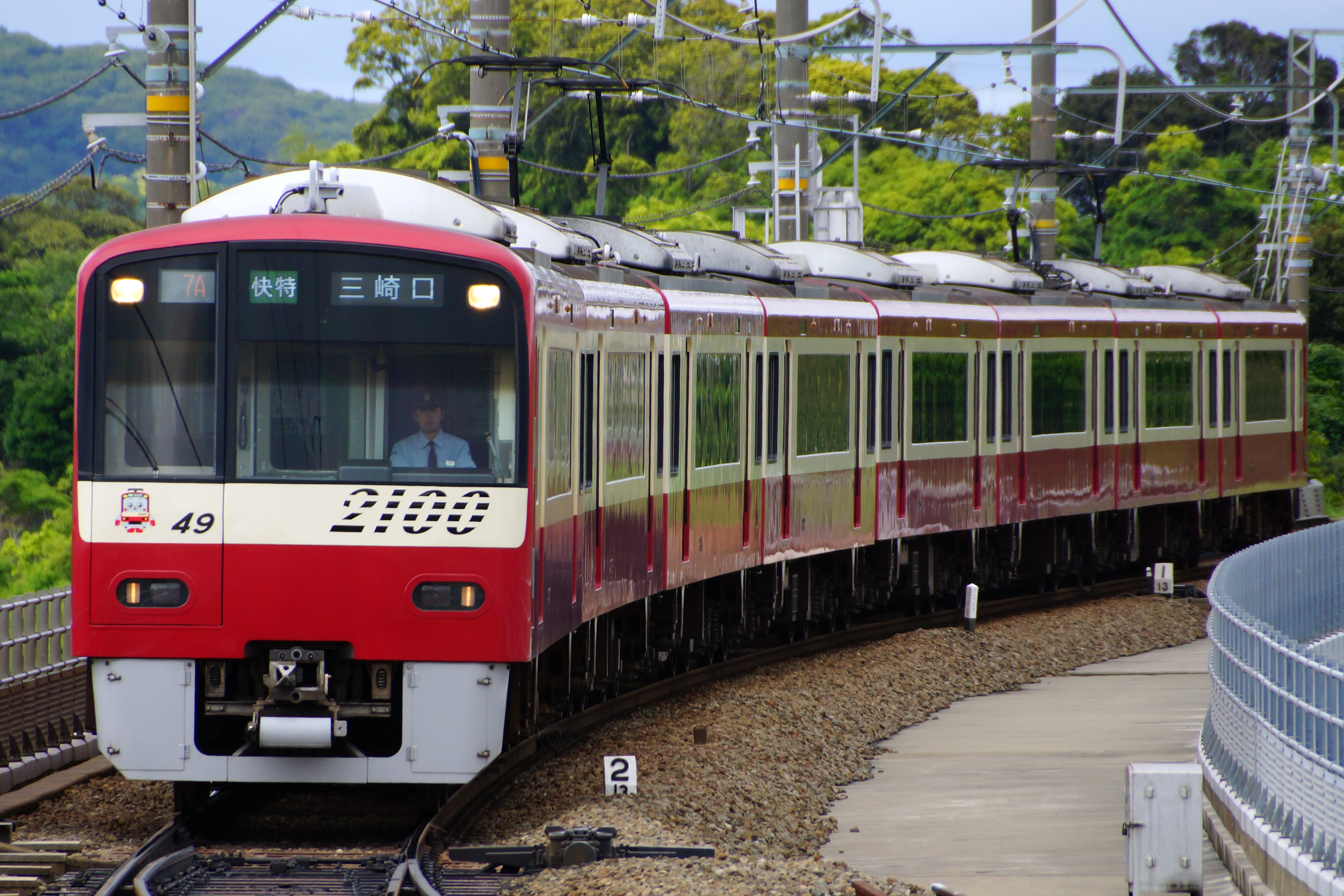
2100형
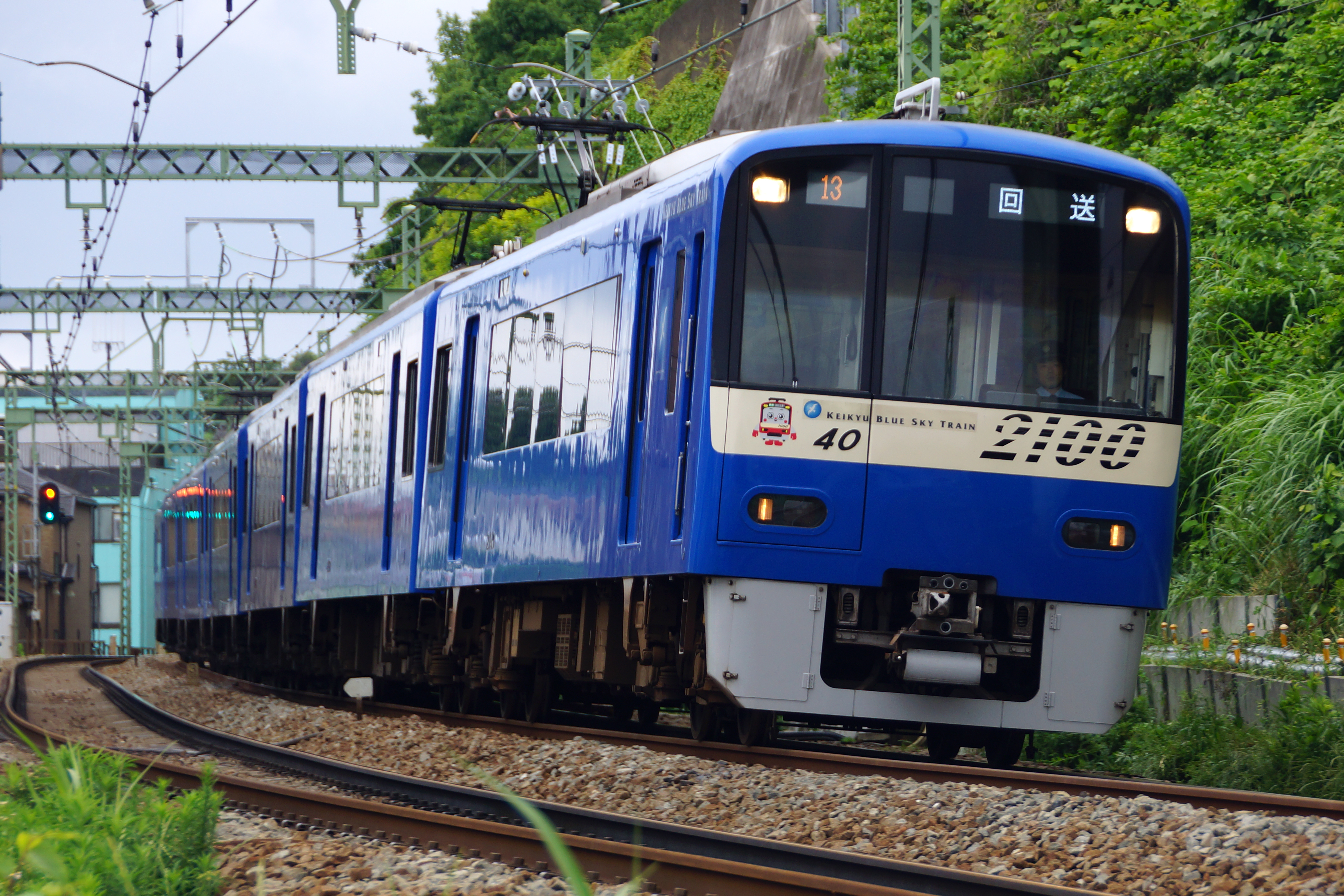
2100형(게이큐 블루스카이 트레인)